# Robert Schlagintweit
Robert Schlagintweit (München, 24 oktober 1833 – Gießen, 6 juni 1885) was een Duits bergbeklimmer, geograaf en ontdekkingsreiziger in onder andere Centraal-Azië en Amerika.

## Biografie
Robert Schlagintweit was het vierde kind uit de familie van bekende ontdekkingsreizigers Schlagintweit uit München. Zijn drie oudere broers waren Hermann, Adolf en Eduard en zijn jongere broer was Emil.
Op jonge leeftijd voegde hij zich bij zijn broers Hermann en Adolf in hun onderzoek in de Alpen, waarover ze samen in 1854 Neue Untersuchungen über die physikalische Geographie und Geologie der Alpen publiceerden.
In 1854, op aanbeveling van Alexander von Humboldt, traden Hermann, Adolf en Robert toe tot de Britse Oost-Indische Compagnie en deden ze wetenschappelijke onderzoeken in het territorium van de compagnie, in het bijzonder de studie naar het aardmagnetisch veld. De drie erop volgende jaren reisden ze naar het Hoogland van Dekan, de Himalaya, de Karakoramwoestijn en het Kunlungebergte. Terwijl Robert en Hermann terugkeerden in het begin van 1857, bleef Adolf achter die in augustus dat jaar bleek te zijn onthoofd door Wali Khan, de amir van Kashgar.
Robert keerde terug naar Europa en werd in 1863 professor in geografie aan de Universiteit van Gießen. Hij reisde tussen 1867 en 1870 verschillende malen naar Amerika, waar hij lezingen gaf langs de westkust.
Hij schreef verschillende boeken over Amerikaanse onderwerpen, waaronder Die Pacificeisenbahnen in Nordamerika in 1870, Kalifornien in 1871, Die Mormonen in 1874 en Die Prairien des amerikanischen Westens in 1876.